# Phelotropa conversa
Phelotropa conversa är en fjärilsart som beskrevs av Edward Meyrick 1922. Phelotropa conversa ingår i släktet Phelotropa och familjen plattmalar. Inga underarter finns listade i Catalogue of Life.